# Arte
 (juin 2025).
Pour les articles homonymes, voir Arte (homonymie).
arte (prononcé /aʁte/ ; stylisé en bas de casse), acronyme d’Association relative à la télévision européenne, est une chaîne franco-allemande de service public et à vocation européenne, créée le 30 avril 1991 et basée à Strasbourg, succédant à la chaîne culturelle européenne La Sept créée en 1987. Diffusant ses programmes depuis le 30 mai 1992 et composée à parité de deux pôles : Arte France et Arte Deutschland TV, la chaîne culturelle forme un groupement européen d'intérêt économique (GEIE) et pour ce motif, le groupement est parfois dénommé « Arte GEIE ». Arte est déclinée en fonction des territoires, par une programmation spécifique, notamment à destination des germanophones et d'autres pays européens.
La chaîne est retransmise sur la TNT, le câble, le satellite, la télévision par xDSL et Internet. Les programmes d'Arte sont disponibles gratuitement dans un délai imparti variable entre six mois et sans restriction de disponibilité sur le site web et l'application ARTE TV destinée aux smartphone, tablette, la télévision connectée ainsi que par le réseau YouTube.
Arte propose en parallèle, un service de replay consacré aux spectacles vivants Arte Concert, sa webradio Arte radio et des médias  éducatifs Arte Éducation, en partenariat avec des organismes publics ou privés. Depuis 2015, en complément du français et de l'allemand, certains programmes en ligne sont sous-titrés en anglais, espagnol, polonais et italien.

## Histoire de la chaîne

### Projet de chaîne culturelle franco-allemande (1986-1990)

#### La Sept
Dans les années 1980, le paysage audiovisuel français est en plein bouleversement avec l'apparition d'opérateurs privés (Canal+, La Cinq, TV6 et TF1). François Mitterrand, alors président de la République, a l'idée d'une chaîne culturelle et éducative à vocation européenne dès 1984. Le projet donne naissance le 27 février 1986 à la chaîne La Sept (Société d'édition de programmes de télévision), détenue à 45 % par FR3, à 25 % par l'État, à 15 % par Radio France et à 15 % par l'Institut national de l'audiovisuel.

#### Projet franco-allemand
En octobre 1986, lors du 48e sommet franco-allemand à Francfort-sur-le-Main, le président français François Mitterrand et le chancelier allemand Helmut Kohl parlent de renforcer le poids politique de l'Europe par la communication audiovisuelle. Un an et demi plus tard, le 26 mars 1988, un groupe de travail sur une chaîne culturelle franco-allemande est mis en place en Allemagne. Il est composé de Lothar Späth, ministre-président du Bade-Wurtemberg, de Bernhard Vogel, ministre-président de Rhénanie-Palatinat et de Klaus von Dohnanyi, premier bourgmestre de Hambourg. Le 4 novembre 1988, lors d'un sommet franco-allemand à Bonn, Mitterrand et Kohl s'accordent sur « une chaîne culturelle franco-allemande, noyau d'une future télévision culturelle européenne ». Un groupe de travail est mis en place et les négociations débutent en 1989. Le 31 octobre 1989, une rencontre a lieu sur le sujet entre Lothar Späth, ministre plénipotentiaire chargé des relations culturelles avec la France, Jack Lang, ministre de la Culture et Catherine Tasca, ministre déléguée chargée de la Communication.
Le projet doit cependant surmonter une première difficulté : si en France l'audiovisuel est du ressort de l'État, en Allemagne de l'Ouest il est du ressort des onze länder avec qui il va falloir négocier. En Allemagne, il est prévu que la nouvelle chaîne s'appuie sur les groupes publics ARD et ZDF et en France, sur la jeune chaîne La Sept. Mais les Allemands hésitent à financer à parité la chaîne, car ils prévoient une diffusion sur 80 % de leur territoire via le câble tandis que La Sept ne touche qu'une petite partie de la population française via le satellite TDF 1. Pour rééquilibrer, Jérôme Clément, patron de La Sept, obtient que FR3 reprenne une partie des programmes le samedi après-midi.
Le 2 octobre 1990, un traité interétatique est signé à Berlin établissant les fondements de la Chaîne culturelle européenne (CCE). Le traité est signé dans l'urgence, la veille de la réunification allemande, pour éviter de perdre du temps à convaincre les cinq länder d'Allemagne de l'Est.

### Naissance d'Arte (1991-1992)
Le 30 avril 1991, Arte, pour Association relative à la télévision européenne, est créée sous la forme d'un groupement européen d'intérêt économique (GEIE). Le siège central se trouve à Strasbourg et le groupement est composé de deux structures paritaires : La Sept en France (existant depuis le 27 février 1986) et Arte Deutschland TV en Allemagne (créé le 13 mars 1991 à parité par ARD et ZDF). Jérôme Clément et Dietrich Schwarzkopf sont nommés respectivement président et vice-président du comité de gérance.
En septembre 1991, La Sept crée La Sept Cinéma, une société de production cinématographique. Le 15 novembre 1991, la première conférence des programmes d'Arte a lieu à Strasbourg afin de lancer les premières productions.
Le 30 mai 1992, la diffusion d'Arte débute lors d'une soirée spéciale en direct de l'Opéra de Strasbourg animée par l'actrice néerlandaise Maruschka Detmers. De nombreux artistes sont présents tels que Gérard Depardieu, Hanna Schygulla, Mstislav Rostropovitch, Yves Lecoq, Karine Saporta et Manu Dibango,.
Les salariés de la chaîne sont d'abord hébergés au sein de France 3 Alsace, avant de déménager rue de la Fonderie à Strasbourg.
La chaîne est diffusée en simultané dans les deux pays sur les satellites TDF 1/2 et DFS1-Kopernikus et sur le câble. Elle est visible par 900 000 Français et 10 millions d'Allemands.

### Arte sur le cinquième réseau
Le 16 avril 1992, Hervé Bourges, alors président d'Antenne 2 et FR3 fait part de son hostilité à l'arrivée d'Arte sur le cinquième réseau, jusqu'alors attribué à La Cinq qui vient de faire faillite.

Le 23 avril 1992, le secrétaire d'État Jean-Noël Jeanneney annonce que le gouvernement use de son droit de préemption sur le cinquième réseau pour le réserver à Arte à partir de 19 heures pour septembre 1992, précisant que : 

« Pas un sou de l'argent qui sera consacré à Arte ne sera pris sur les dotations d'Antenne 2 et de FR3. […] »

— Jean-Noël Jeanneney (Secrétaire d'État) dans Le Monde du 25 avril 1992.

Divers députés de droite et du centre manifestent leur opposition : 

« Nos partenaires allemands eux-mêmes n'étaient d'ailleurs pas du tout partisans de faire venir Arte sur le réseau hertzien. […] un bien mauvais service à lui rendre que de jeter ainsi dans le « grand bain » un programme conçu à l'origine pour le câble. […] »

— François d'Aubert (UDF, Mayenne) dans Le Monde du 26 avril 1992.

« Risque de déception des téléspectateurs face à des programmes peu faits pour être diffusés par voie hertzienne à l'attention d'un vaste public. […] »

— Jacques Barrot (UDC, Haute-Loire) dans Le Monde du 26 avril 1992.
Bernard Pivot exprime son opposition à l'arrivée d'Arte à la place de La Cinq : 

« Une nouvelle ânerie des politiques […] ARTE, sur le réseau de La Cinq, va surtout bénéficier à TF1 […]. Cela va surtout faire du tort à FR3, car Arte est une machine de guerre contre les télévisions publiques. Cela va de plus les encourager à faire moins de culturel […] »

— Bernard Pivot dans Le Monde du 26 avril 1992.

La Fédération de l'audiovisuel du Syndicat national des journalistes dénonce un : 

« coup de poignard dans le dos pour FR3 et l'ensemble du secteur public de la télévision […] »

— La Fédération de l'audiovisuel du Syndicat national des journalistes dans Les Échos du 27 avril 1992.

Le 14 mai 1992, Jean-Noël Jeanneney annonce que 160 millions de francs supplémentaires sont octroyés à Arte en 1992, (en plus du coût initial d'1,2 milliard partagé à égalité entre la France et l'Allemagne). Le surcoût de la diffusion hertzienne ne devant pas excéder 400 millions de francs en 1993, ajoutant que la chaîne ne serait : 

« ni austère, ni ennuyeuse, ni guindée, mais frivole, cocasse, drôle et même farfelue. […] Elle élèvera l'âme et enrichira l'esprit. […] »

— Jean-Noël Jeanneney (Secrétaire d'État) dans Le Monde du 14 mai 1992.
Les demandes d'annulation de l'attribution du cinquième réseau à Arte pour excès de pouvoir, formulées par l'Association de défense de la Cinq, AB Productions et Hamster Productions déposées les 29 juillet, 18 septembre, 24 août et 23 décembre 1992 sont rejetées par le Conseil d'État.

### Années 1990
Le 28 septembre 1992, la chaîne étend sa visibilité en France en récupérant le cinquième réseau hertzien terrestre français,. Mais à partir du 13 décembre 1994, elle doit partager ce canal avec la nouvelle chaîne La Cinquième créée plus tôt dans l'année. La Cinquième est diffusée de 6 h 45 à 19 h et Arte de 19 h à 3 h,.
La chaîne franco-allemande se met à nouer des partenariats avec d'autres chaînes européennes. Le 4 février 1993, la RTBF (Belgique) devient membre associé du GEIE. Arte passe également des accords de coopération avec la SSR (Suisse) le 6 juillet 1995, la TVE (Espagne) le 12 juillet 1995, la TVP (Pologne) en décembre 1996.
Le 27 septembre 1993, La Sept devient La Sept-Arte. En janvier 1994, Arte sort le premier numéro de son mensuel allemand ARTE Magazin. En mai de la même année, La Sept-Arte crée Arte Éditions, rebaptisé Arte Boutique le site donne accès à un ensemble de livres, DVD et VOD dérivé du programme d'Arte. Le 1er janvier 1995, les chaînes régionales publiques allemandes MDR et ORB (de) rejoignent Arte Deutschland TV.
En 1996, la chaîne connaît de nombreuses évolutions. Elle passe un accord de coproduction cinématographique avec l'ARD et la ZDF. En février, elle diffuse son premier film en audiodescription et le mois suivant, son premier programme en 16/9. En octobre, elle lance son site web. Le 9 novembre 1996, les cinq États fédérés de l'ancienne Allemagne de l'Est adhèrent au traité interétatique du 2 octobre 1990.
En 1998, Arte diffuse à partir de 14 heures sur le câble et le satellite. La chaîne passe des accords de coopération avec l'ORF (Autriche) le 15 janvier 1998, la Rai (Italie) le 17 avril 1998 et l'Yle (Finlande) le 3 février 1999. En septembre 1999, La Sept-Arte/La Cinquième devient actionnaire de TV5 Monde.
Les statuts d'Arte prévoient une alternance franco-allemande de la présidence. En 1999, Arte passe sous présidence allemande avec Jobst Plog (de).

### Années 2000
En août 2000, La Sept-Arte devient Arte France.
En janvier 2001, la grille des programmes évolue en journée et en soirée et change d'habillage antenne. Pendant ce temps, l'accord de coopération entre Arte et la TVP (Pologne) évolue en un accord d'association, tout comme avec l'ORF (Autriche) en mars de la même année. En juin, Arte France devient actionnaire à 15 % de la chaîne canadienne francophone ARTV. En octobre, Arte passe un accord de coproduction avec la BBC (Royaume-Uni).
En avril 2002, la diffusion de la chaîne s'étend à vingt pays africains francophones. En juin, Arte passe un accord de coproduction avec SVT (Suède). En septembre, Arte France lance Arte Radio, une webradio à la demande proposant des reportages et documentaires. En novembre, Arte est diffusée sur le réseau numérique terrestre allemand.
Le 13 octobre 2003, Arte inaugure son nouveau siège à Strasbourg, plus près des institutions européennes. Son bâtiment de verre situé au bord de l'Ill a été conçu par une équipe d'architectes franco-allemands, Hans Struhk et Paul Maechel.
En 2003, Jérôme Clément est nommé président du comité de gérance d'Arte. En 2007, la chaîne passe sous présidence allemande avec Gottfried Langenstein.
Jusqu'au 31 mars 2005, Arte partage le canal no 5 avec France 5 mais avec l'arrivée de la TNT française, France 5 est sur le canal no 5 et Arte est sur le canal no 7. Arte est diffusée sur la TNT française et devient donc visible 24 h/24.
En septembre 2006, Arte et la RTBF lancent la chaîne Arte Belgique. La chaîne est diffusée sur l'ADSL français à partir d'octobre 2006 et sur celui allemand à partir de 2007.
En septembre 2007, elle lance son service de télévision de rattrapage Arte +7 ; il s'agit de la première chaîne à le faire. Arte passe à la haute définition sur le satellite Astra en juillet 2008, puis sur la TNT française en octobre de la même année.
En avril 2009, Arte passe un accord de coopération avec ERT (Grèce). En mai, elle lance Arte Live Web, une plateforme consacrée au spectacle vivant (rebaptisée Arte Concert en 2014).

### Années 2010
En avril 2010, Arte est disponible dans trois départements français d'outre-mer : la Martinique, la Guadeloupe et la Guyane. En novembre, Arte +7 est accessible sur les smartphones, la télévision connectée et les plateformes vidéos. En février 2011, Arte Creative, une plateforme participative consacrée à la culture contemporaine et à l'art numérique, est lancée. La même année, Arte passe sous présidence française pour la période 2011-2014 avec Véronique Cayla. En janvier 2012, Arte est disponible en direct et en différé sur internet, smartphones, tablettes et télévision connectée.
En avril 2013, Arte Future, une plateforme consacrée aux problématiques environnementales, scientifiques et économiques, est lancée. En octobre 2013, la chaîne passe un accord de coopération avec Česká televize (République tchèque) et en décembre 2013, un accord d'association avec RTS (Suisse). La même année, elle co-produit et sort son premier jeu vidéo Type:Rider sur téléphones mobiles.
En septembre 2014, le portail consacré au 7e art, Arte Cinema, est mis en ligne. En novembre, est lancé Culture Touch, un hebdomadaire pour tablettes consacré à l'actualité culturelle. Le 14 mars 2015, Arte France sort du capital de la chaîne canadienne francophone ICI ARTV au profit de Radio Canada. En 2016, la chaîne signe un accord d'association avec RTE (Irlande) et RAI Com (Italie).
Arte devient multilingue en lançant des nouvelles versions linguistiques aux côtés du français et de l'allemand : Arte in English (anglais), Arte en español (espagnol) en novembre 2015, ainsi qu'Arte po polsku (polonais) en novembre 2016 et Arte in italiano (italien) en octobre 2018. Cette offre en ligne propose des sous-titres en 6 langues pour les programmes de la chaîne. Le projet est financé à hauteur de 1,13 million d'euros par la Commission européenne afin de toucher plus d'Européens dans leur langue maternelle.
Dès 2016 jusqu'à fin 2020, le comité de gérance d'Arte est présidé par Peter Boudgoust.
En 2017, Arte récolte un Oscar dans la Catégorie Meilleur film en langue étrangère pour Le client de Ashgar Farhadi, la Palme d'Or pour The Square de Ruben Östlund, deux Léopards d'Or pour Mrs. Fang de Wang Bing et 3/ 4 (en) de Llian Metev ainsi qu'un Lola d'Or pour le film de Maren Ade Tonie Erdmann. Le 30 mai 2017, Arte fête ses 25 ans d'existence. En 2017, elle lance également une refonte de son site web, qui propose une nouvelle offre numérique. Arte France Développement (filiale d'Arte France) crée Educ'ARTE, un service numérique sur abonnement à destination des enseignants et de leurs élèves.
En 2018, parmi les prix obtenus, il y a notamment un Oscar dans la Catégorie Meilleur film en langue étrangère pour Une femme fantastique de Sebastián Lelio, un César dans la Catégorie Meilleur film documentaire pour Je ne suis pas votre nègre de Raoul Peck, un Lola d'Or pour le film 3 jours à Quiberon de Emily Atef ainsi qu'un deuxième Lola d'Or dans la catégorie meilleur film-documentaire pour Beuys de Andres Veiel.
En avril 2019, Arte reçoit le « Prix Spécial » du Grimme-Preis, qui récompense chaque année les meilleures productions de la télévision allemande et décerné pour la première fois à une chaîne de télévision. La même année, Arte remporte l'Ours d'Or pour Synonymes de Nadav Lapid, le Lola d'Or du meilleur film pour Gundermann de Andreas Dresen ainsi que le Lola d'Or du meilleur film-documentaire pour Of Fathers and Sons- Djihadistes de père en fils de Talal Derki.

### Années 2020
En 2020, Arte lance Arte Extra pour HbbTV qui consiste en une offre de quatre chaînes thématiques de société, de musique et de découverte, disponibles en continu 24h/24 et composés par des programmes de l'offre numérique. Cette même année, Arte obtient un Ours d'Or pour le film Le diable n'existe pas de Mohammad Rasoulof.
En janvier 2021, Bruno Patino est nommé président de Arte GEIE au côté du nouveau Vice-Président Peter Weber et de Tom Buhrow et Nicolas Seydoux qui assurent depuis janvier également la présidence de l'Assemblée générale de la chaîne.
Lors de la rentrée de septembre 2021, Arte affiche des ambitions élevées. Selon son président, Bruno Patino, « notre objectif est clair : devenir la première plateforme culturelle audiovisuelle européenne ».
Sur la première partie de l'année 2021, Arte a cumulé 2,9 % de part d'audience, soit un score historique tandis que son audience numérique a quintuplé entre 2017 et 2020.
En 2021, Arte remporte entre autres le César du meilleur documentaire avec Adolescentes de Sébastien Lifshitz, le Léopard d'Or en compétition « Cinéastes du présent » au Locarno Film Festival avec Brotherhood de Francesco Montagner ainsi que la Palme d'Or du meilleur film avec Titane de Julia Ducournau.

## Organisation
Cette section ne s'appuie pas, ou pas assez, sur des sources secondaires ou tertiaires indépendantes du sujet. Le texte peut contenir des analyses inexactes ou inédites de sources primaires.
Pour l'améliorer, ajoutez-en, ou placez des modèles {{Source secondaire souhaitée}} ou {{Source secondaire nécessaire}} sur les passages mal sourcés. (janvier 2024)

### Structure

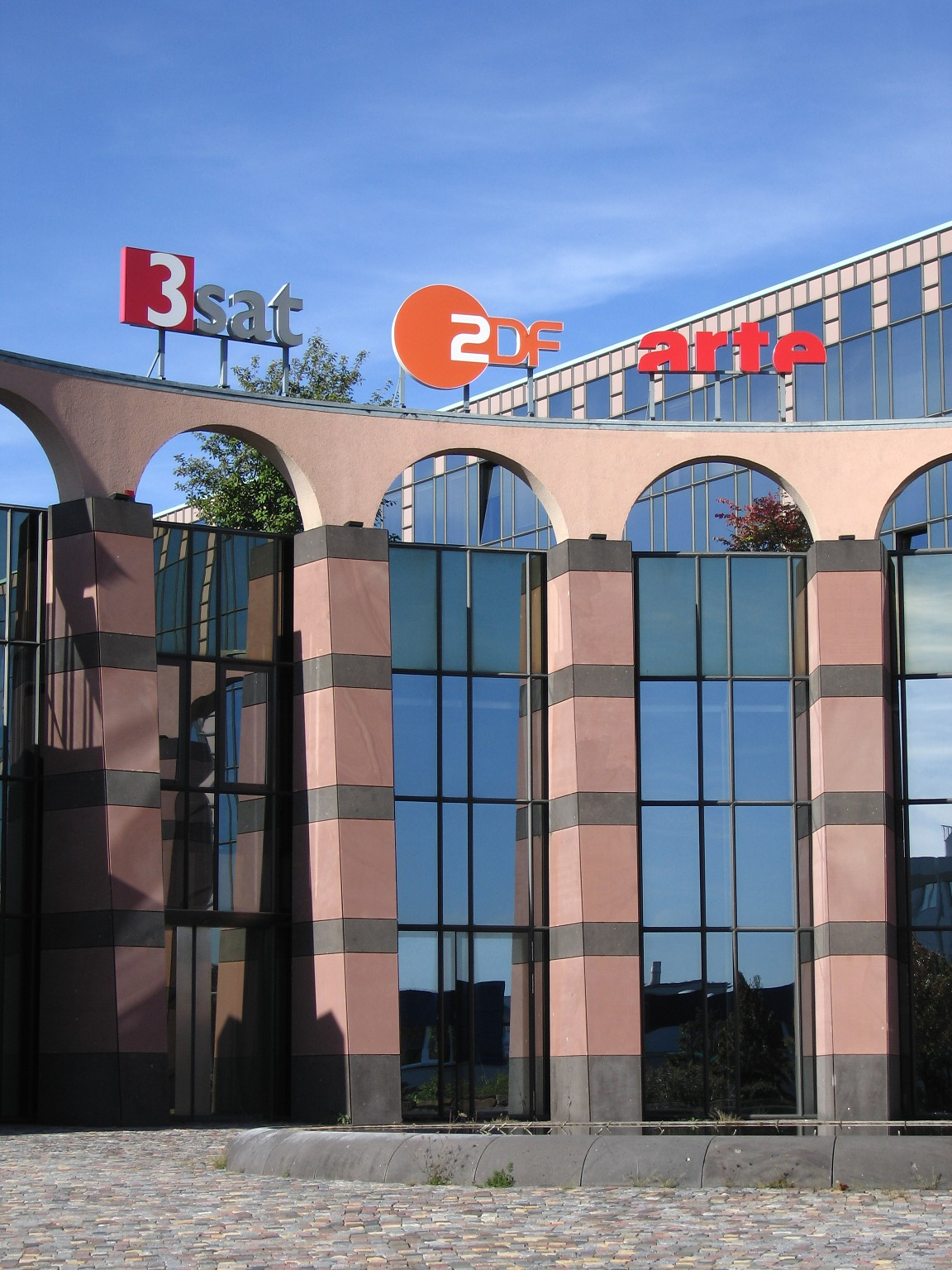
Centre d'émission 2 de la ZDF à Mayence.

Arte est un groupement européen d'intérêt économique (GEIE) créé le 30 avril 1991 et dont le siège est situé à Strasbourg. Il est composé à parité de deux pôles d'édition et de fourniture de programmes ainsi que d'une centrale Arte GEIE. Les deux pôles nationaux sont :
- Arte France (anciennement La Sept puis La Sept-Arte), dont le siège est à Issy-les-Moulineaux ;
Détenu à 45 % par France Télévisions, à 25 % par l'État français, à 15 % par Radio France et à 15 % par l'INA.
Son président est Bruno Patino.
- Arte Deutschland TV GmbH, dont le siège est à Baden-Baden ;
Détenu à 50 % par l'ARD et à 50 % par ZDF.
Ses deux directeurs-gérants sont Markus Nievelstein et Wolfgang Bergmann.

Le 25 septembre 2006, Arte lance une version belge, Arte Belgique, créée en collaboration avec la RTBF avec l'aide de la Communauté française de Belgique. Il s'agit d'un décrochage quotidien de 2 h 30 remplaçant le signal d'Arte et qui diffuse des émissions visant à promouvoir le monde culturel de la partie francophone de la Belgique. À partir de septembre 2011, des programmes flamands sont diffusés en association avec la VRT,. Devenue en 2015 une simple coquille vide après la perte de ses subventions, la chaîne ne subsiste plus qu'au travers d'une émission bimensuelle, lancée en septembre 2015 et intitulée Tout le Baz'Art.
Arte France possède des filiales dans le cinéma avec Arte France Cinéma, la radio avec Arte radio, l'édition (livre ou multimédia) et la production avec Arte France Développement. Elle a également participé ou participe encore au financement de chaînes françaises et internationales telle que TV5 Monde ou ARTV.
Conseil de surveillance d'Arte France
Arte France est sous la surveillance d'un conseil dont le président est Bernard-Henri Lévy.

### Mission et indépendance
Arte est conçue comme une chaîne culturelle franco-allemande, dont la vocation est de devenir européenne. 

« Le Groupement a pour objet de concevoir, réaliser et diffuser ou faire diffuser par satellite ou par tout autre moyen, des émissions de télévision ayant un caractère culturel et international au sens large et propres à favoriser la compréhension et le rapprochement des peuples en Europe. »

— Article 2.1 du Contrat de formation d'Arte du 30 avril 1991.
Arte est une chaîne indépendante, qui n'est soumise à la surveillance et au contrôle que de ses seuls sociétaires. À l'instar des chaînes parlementaires françaises LCP, elle n'est donc pas contrôlée par l'Arcom française, malgré l'implantation de son siège à Strasbourg.

« La Chaîne Culturelle Européenne a la responsabilité exclusive de la programmation. Elle est également responsable de la réalisation des programmes, qu'elle assume de même que la gestion du personnel et du budget sous la surveillance et le contrôle des seuls sociétaires et, partant, à l'exclusion de toute intervention d'autorités publiques, y compris d'autorités indépendantes chargées de la régulation de l'audiovisuel dans le pays du siège. De même, la direction, la gestion et la rémunération du personnel ainsi que l'établissement du budget des sociétaires français et allemand relèvent de la seule responsabilité de ces mêmes sociétaires. »

— Article 1.1 du Traité interétatique du 2 octobre 1990.

### Fonctionnement et dirigeants
La centrale Arte GEIE, basée à Strasbourg, gère la programmation et la diffusion tandis que les deux pôles Arte France et Arte Deutschland financent et fournissent une grande partie de la programmation. Chacun des pôles fournit 40 % des programmes et Arte GEIE ainsi que les chaînes européennes partenaires les 20 % restants.
Les postes de dirigeants sont répartis entre Français et Allemands. La chaîne est dirigée au quotidien par le Comité de gérance sous l'égide de l'Assemblée générale qui définit les grandes orientations et vote le budget. Les programmes sont établis par la Conférence des programmes avec l'aide du Comité consultatif des programmes.

#### Comité de gérance
Le comité de gérance dirige la chaîne au quotidien et rend compte régulièrement de son action à l'Assemblée générale. Il est composé de quatre membres : le président, le vice-président, le directeur des programmes et le directeur de la gestion. Les représentants d'Arte France et d'Arte Deutschland TV GmbH prennent part régulièrement aux réunions élargies du comité de gérance.
Les postes de la présidence sont répartis entre Allemands et Français selon le principe de la présidence tournante. Les dirigeants sont nommés pour une période de quatre ans, portée à cinq ans en juin 2014 pour assurer une plus grande continuité dans la gouvernance et la stratégie de la chaîne.
Présidents du Comité de gérance d'Arte GEIE :
- 1er mai 1991 – 31 décembre 1994 : Jérôme Clément (La Sept-Arte) ; Avec La Sept (1991-1992) puis Arte (1992)
- 1er janvier 1995 – 31 décembre 1998 : Jérôme Clément (La Sept-Arte) ;
- 1er janvier 1999 – 31 décembre 2002 : Jobst Plog (de) (Arte Deutschland) ;
- 1er janvier 2003 – 31 décembre 2006 : Jérôme Clément (Arte France) ;
- 1er janvier 2007 – 31 décembre 2010 : Gottfried Langenstein (Arte Deutschland) ;
- 1er janvier 2011 – 31 décembre 2015 : Véronique Cayla (Arte France) ;
- 1er janvier 2016 – 31 décembre 2020 : Peter Boudgoust (Arte Deutschland) ;
- 1er janvier 2021 – 31 décembre 2024 : Bruno Patino (Arte France) ;
- Depuis le 1er janvier 2025 : Heike Hempel[46].

Vice-présidents d'Arte GEIE :
- 1er mai 1991 - 31 décembre 1994 : Dietrich Schwarzkopf (de) (Arte Deutschland) ;
- 1er janvier 1995 – 31 décembre 1998 : Jörg Rüggeberg (Arte Deutschland) ;
- 1er janvier 1999 – 31 décembre 2002 : Jérôme Clément (Arte France) ;
- 1er janvier 2003 – 31 décembre 2006 : Gottfried Langenstein (Arte Deutschland) ;
- 1er janvier 2007 – 31 décembre 2010 : Jérôme Clément (Arte France) ;
- 1er janvier 2011 – 31 décembre 2015 : Gottfried Langenstein (Arte Deutschland) ;
- 1er janvier 2016 – 31 octobre 2018 : Anne Durupty (Arte France) ;
- 1er novembre 2018 – 21 octobre 2020 : Régine Hatchondo (Arte France) ;
- 22 octobre 2020 – 31 décembre 2020 : Bruno Patino (Arte France) ;
- 1er janvier 2021 – 31 décembre 2024 : Peter Weber (Arte Deutschland) ;
- Depuis le 1er janvier 2025 : Bruno Patino (Arte France)[46].

Directeurs des programmes d'Arte GEIE :
- 1er mai 1991 - 11 août 1992 : André Harris ; Avec La Sept (1991-1992) puis Arte (1992)
- 12 août 1992 - 28 septembre 1993 : Alain Maneval ;
- 29 septembre 1993 - 31 décembre 2004 : Victor Rocaries ;
- 1er janvier 2005 - 31 octobre 2012 : Christoph Hauser ;
- 1er novembre 2012 - 31 décembre 2017 : Alain Le Diberder ;
- 1er janvier 2018 -31 décembre 2021 : Bernd Mütter ;
- 1er janvier 2022 -14 juin 2023 : Emelie De Jong ;
- Depuis le 15 juin 2023 : Ingrid Libercier.

Directeurs de la gestion d'Arte GEIE :
- 1er mai 1991 - 31 décembre 1994 : Winfried Enz ;
- 1er janvier 1995 - 31 décembre 2004 : Wolfgang Bernhard ;
- 1er janvier 2005 - 31 décembre 2012 : Victor Rocaries ;
- 1er janvier 2013 - 31 décembre 2016 : Armin Breger ;
- 1er janvier 2017 -31 décembre 2021 : Emmanuel Suard ;
- Depuis le 1er janvier 2022 : Marysabelle Cote.

#### L'Assemblée générale d'Arte GEIE
L'Assemblée générale prend les décisions concernant les grandes orientations de la chaîne, vote le budget, nomme le Comité de gérance et les responsables de services d'Arte GEIE. Elle se compose de six Français et de six Allemands représentant les membres du GEIE et se réunit quatre fois par an. Les chaînes partenaires associées ont une voix consultative.
Présidents de l'Assemblée générale :
- 1er mai 1991 - 31 décembre 1994 : Willibald Hilf (de) (Arte Deutschland) ;
- 1er janvier 1995 – 31 décembre 1998 : Jobst Plog (de) (Arte Deutschland) ;
- 1er janvier 1999 – 31 décembre 2002 : Georges Fillioud (Arte France) ;
- 1er janvier 2003 – 31 décembre 2006 : Jobst Plog (de) (Arte Deutschland) ;
- 1er janvier 2007 – 31 décembre 2010 : Véronique Cayla (Arte France) ;
- 1er janvier 2011 – 31 décembre 2015 : Markus Schächter (Arte Deutschland) ;
- 1er janvier 2016 – 31 décembre 2020 : Nicolas Seydoux (Arte France) ;
- 1er janvier 2021 – 31 décembre 2024 : Tom Buhrow (Arte Deutschland);
- 1er janvier 2025 – 31 décembre 2028 : Jean-Dominique Giuliani (Arte France).

Vice-présidents :
- 1er mai 1991 - 31 décembre 1994 : Daniel Toscan du Plantier (La Sept-Arte) ; Avec La Sept (1991-1992) puis Arte (1992)
- 1er janvier 1995 – 31 décembre 1998 : Daniel Toscan du Plantier (La Sept-Arte) ;
- 1er janvier 1999 – 31 décembre 2002 : Dieter Stolte (de) (Arte Deutschland) ;
- 1er janvier 2003 – 31 décembre 2006 : Rémy Pflimlin (Arte France) ;
- 1er janvier 2007 – 31 décembre 2010 : Jobst Plog (de) (Arte Deutschland) ;
- 1er janvier 2011 – 31 décembre 2015 : Rémy Pflimlin (Arte France) ;
- 1er janvier 2016 – 31 décembre 2020 : Thomas Bellut (Arte Deutschland) ;
- Depuis le 1er janvier 2021 – 31 décembre 2024 : Nicolas Seydoux (Arte France) ;
- 1er janvier 2025 – 31 décembre 2028 : Katrin Vernau (Arte Deutschland).

#### La conférence des programmes
La conférence des programmes définit la ligne éditoriale de la chaîne et établit la grille des programmes soumise à l'Assemblée générale. Elle se réunit une fois par mois à Strasbourg pour sélectionner les émissions proposées par les membres et décider de leur programmation. La Conférence des Programmes comprend quatre responsables d'Arte GEIE – dont le directeur des programmes, qui la préside – ainsi que deux représentants des membres français et allemands et un représentant de chacun des partenaires associés, avec voix consultative. Les chaînes partenaires associées y sont également conviées en fonction de l'ordre du jour.

#### Le comité consultatif des programmes
Le comité consultatif des programmes conseille le Comité de gérance et l'assemblée générale en matière de programmes. Ses membres, huit Français et huit Allemands, sont des personnalités de la vie civile et culturelle de leur pays respectif. Les chaînes partenaires associées y participent avec voix consultative.

### Chaînes européennes partenaires
Arte a passé de nombreux accords d'association, de coopération ou de coproduction avec les autres chaînes publiques européennes :
- Contrats d'association d'Arte GEIE :
  - RTBF en Belgique, depuis le 4 février 1993[16]
  - Société suisse de radiodiffusion et télévision (SRG SSR) en Suisse, depuis le 6 juillet 1995[16]
  - Yle en Finlande, depuis le 3 février 1999[19]
  - Telewizja Polska (TVP) en Pologne, depuis janvier 2001 (à la suite d'un accord de coopération établi en décembre 1996)
  - Österreichischer Rundfunk (ORF) en Autriche, depuis mars 2001 (à la suite d'un accord de coopération établi le 15 janvier 1998[19])
  - Česká televize (ČT) en République tchèque, depuis février 2014 (à la suite d'un accord de coopération établi en octobre 2013)
  - Rai Com en Italie, depuis juillet 2016
  - RTÉ en Irlande, depuis novembre 2016
  - Film Fund Luxembourg depuis décembre 2018
  - Radiotelevisión Española (RTVE) d'Espagne depuis le 29 juin 2022
  - Lietuvos nacionalinis radijas ir televizija (LRT) de Lituanie, depuis le 29 juin 2022
  - Latvijas Televīziju – (LTV), de Lettonie, depuis 2023.
- Chaînes partenaires liées à Arte GEIE par un accord de coopération :
  - Ellinikí Radiofonía Tileórasi (ERT) en Grèce, depuis avril 2009.
- Chaînes partenaires liées à Arte GEIE par un accord de coproduction :
  - British Broadcasting Corporation (BBC) au Royaume-Uni, depuis octobre 2001
  - Sveriges Television (SVT) en Suède, depuis juin 2002.

D'autres accords ont été signés dans le passé avec la Radiotelevisión Española (RTVE) d'Espagne (12 juillet 1995) et la Nederlandse Programma Stichting (nl) (NPS) des Pays-Bas (2001 à 2004).

### Siège

Siège d'Arte, au bord de l'Ill.

De 1992 à 2003, le siège de la chaîne se trouve au 2 rue de la Fonderie, dans le centre-ville de Strasbourg.
En mars 1998, l'Assemblée générale d'Arte décide de la construction d'un nouveau siège qui puisse répondre aux besoins grandissants de la chaîne. Un premier appel d'offres européen est remporté en décembre 1998 par le cabinet britannique Ian Ritchie Architects (en), mais des désaccords persistants mettent fin à la collaboration. Un nouvel appel d'offres est lancé en juillet 1999 qui se voit remporté par l'équipe d'architectes franco-allemands Hans Struhk et Paul Maechel le 20 octobre 1999. La première pierre est posée le 3 mai 2001 et les travaux sont achevés en avril 2003 pour un montant total de 30,5 millions d'euros. L'inauguration a lieu le 13 octobre 2003.
Le nouveau siège est situé 4 quai du Chanoine Winterer à Strasbourg, au bord de l'Ill, à proximité des institutions européennes. Le bâtiment consiste en un rectangle de 98 m de long sur 48 m de large, habillé de façades vitrées. Il offre 4 800 m2 de surface pour environ 450 collaborateurs.
En 2004, Arte et la ville de Strasbourg lancent avec l'aide du Centre européen d'actions artistiques contemporaines un concours auprès d'artistes européens pour installer une œuvre devant le siège d'Arte. Le 18 octobre 2006, est inauguré L'Homme girafe, une sculpture de Stephan Balkenhol, artiste allemand vivant entre la France et l'Allemagne. L'œuvre représente le corps d'un homme debout sur un tabouret, vêtu d'un pantalon noir et d'une chemise blanche, avec à la place du visage humain le cou et la tête d'une girafe.

Siège d'Arte, côté quai du Chanoine-Winterer.
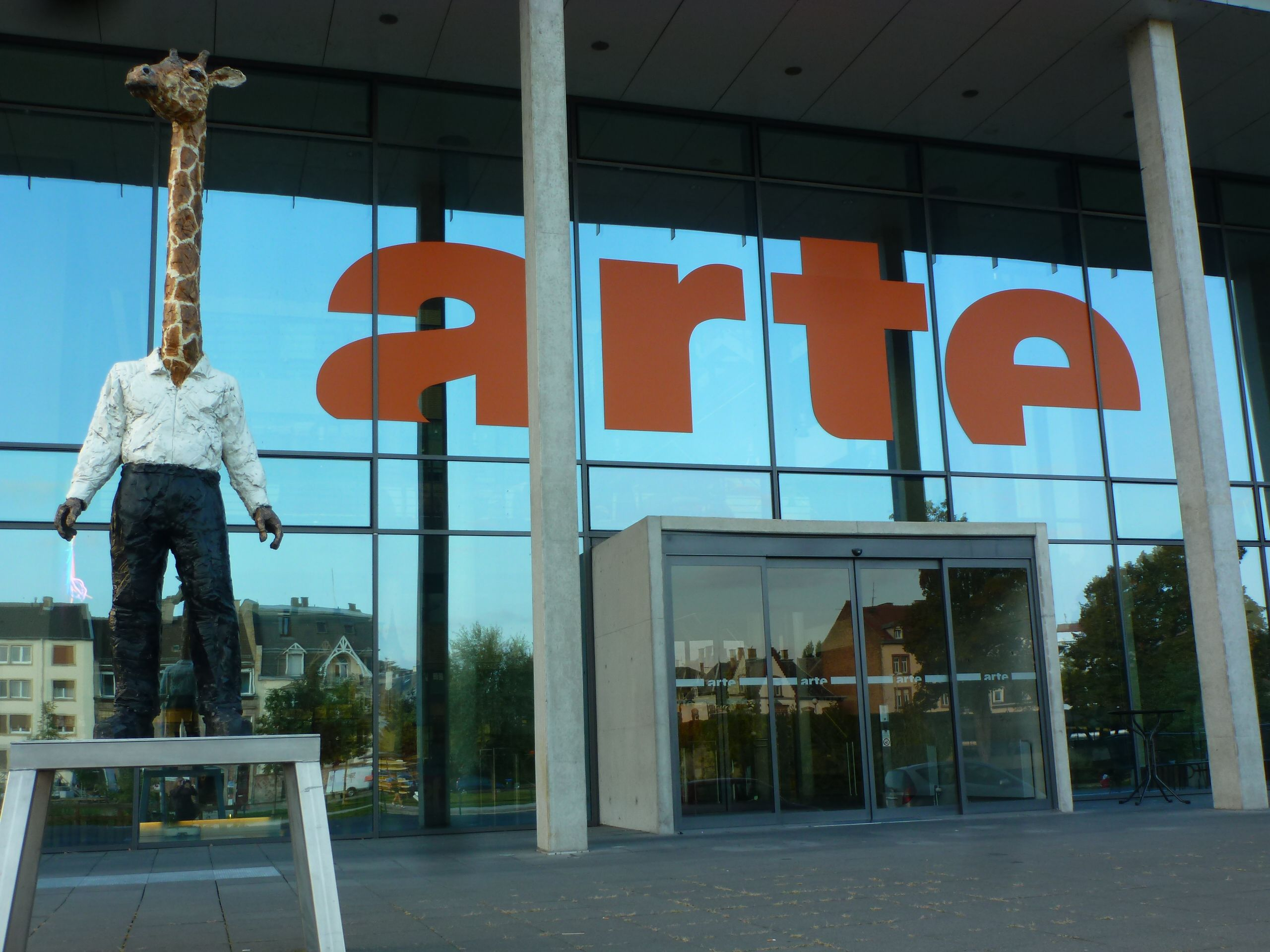
L'Homme girafe de Stephan Balkenhol devant l'entrée d'Arte.

### Financement
Le groupement Arte est financé à 95 % par la contribution à l'audiovisuel public perçue en France et en Allemagne. La chaîne ne peut pas avoir recours à la publicité, mais peut faire appel au parrainage et au mécénat. Les trois entités qui composent Arte, le groupement européen d'intérêt économique (GEIE), Arte France et Arte Deutschland TV sont juridiquement indépendantes et présentent chacune un bilan, un compte de résultat et un rapport de gestion. Arte GEIE bénéficie d'une autonomie financière et de gestion.
| Année  | 1999   | 2000   | 2001   | 2002   | 2003   | 2004   | 2005   | 2006   | 2007   | 2008   | 2009   | 2010   | 2011   | 2012   |
| Budget | 277,87 | 287,64 | 314,26 | 340,25 | 354,93 | 352,75 | 362,23 | 356,63 | 368,22 | 375,19 | 399,43 | 413,09 | 421,23 | 440,25 |

| Année  | 2013   | 2014   | 2015   | 2016 | 2017   | 2018   | 2019   |
| Budget | 124,35 | 127,14 | 127,14 | 133  | 132,55 | 135,04 | 137,65 |

### Identité graphique
Cette section ne s'appuie pas, ou pas assez, sur des sources secondaires ou tertiaires indépendantes du sujet. Le texte peut contenir des analyses inexactes ou inédites de sources primaires.
Pour l'améliorer, ajoutez-en, ou placez des modèles {{Source secondaire souhaitée}} ou {{Source secondaire nécessaire}} sur les passages mal sourcés. (janvier 2024)
Le premier habillage, conçu par Hélène Guétary, met en scène des personnages insolites, telles des sœurs jumelles, ou des moutons qui occupent les nuits de la chaîne pendant plus de 15 ans pour accompagner les téléspectateurs dans leur sommeil. Cet interlude a une reconnaissance remarquable et a même été commercialisé en vidéocassette. Radio Nova signe la bande son.
Le 2 janvier 1995, la chaîne change d'habillage et de charte graphique conçus par l'agence britannique Lambie-Naim & Company. La typographie du logo évolue pour être plus lisible et opte une couleur orange.
En janvier 2001, Arte lance un nouvel habillage signé de l'agence Razorfish. Les jingles identitaires mettent en scène des personnages de la vie quotidienne dans un esprit zen.
Le 3 janvier 2004, la chaîne lance un nouvel habillage plus dynamique, signé de l'agence allemande Velvet Mediendesign, qui a pour thème la « curiosité », d'où son nouveau slogan « Vivons curieux ». Les jingles identitaires mettent en scène des personnages dans des situations de curiosité. La bande-son est toujours conçue par Nova Prod, sous la direction artistique de Catherine Lagarde. Le logo s'affiche désormais à l'écran avec un angle à quatre degrés.
Pour les vacances de Noël 2005, Hélène Guétary réalise un habillage mettant en scène des personnages de toutes origines chantant des chansons de Noël dans leurs langues et dans leurs tenues de fête traditionnelles.
Avec les nouvelles technologies, Arte doit évoluer son mode de diffusion numérique. Par conséquent, la chaîne lance le 6 septembre 2008 un habillage revisité par l'agence Luxlotusliner réalisé en 16/9 et en haute définition. Chaque jingle montre un visage d'homme, de femme ou d'enfant regardant face à la caméra, tel un portrait photographique. La musique est signée Tibo Javoy et Keren Ann et supervisée par Nova Prod.
Le 28 février 2011, Arte met en place un nouvel habillage et un logo qui se pare d'une couleur rouge-orangé tout en gardant sa forme.
Le 25 mars 2017, la chaîne lance un nouvel habillage réalisé par l'agence britannique The Partners en coopération avec Lambie-Nairn. Le logo conserve sa forme et sa couleur, mais il s'affiche désormais en verticale et apparaît comme un aimant à l'écran.

### Logos

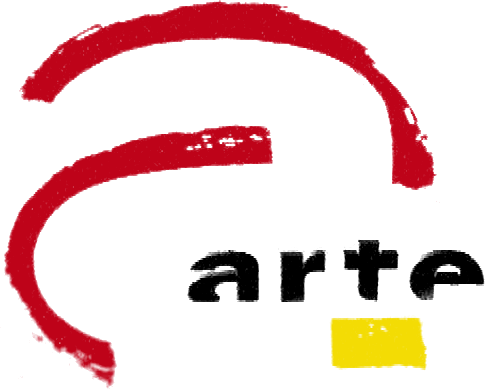
Logo du 30 mai 1992 au 2 janvier 1995.
Logo du 2 janvier 1995 au 3 janvier 2004.
Logo du 3 janvier 2004 au 28 février 2011.
Logo de la version HD du 30 octobre 2008 à septembre 2009.
Logo de la version HD de septembre 2009 au 28 février 2011.
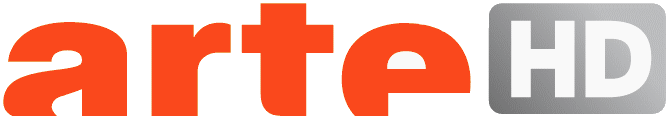
Logo de la version HD du 28 février 2011 à octobre 2016.
Logo diffusé à l'antenne depuis le 28 février 2011.
Alternative orientée à 90 degrés, exploitée à l'antenne depuis le 25 mars 2017.

### Slogans
La chaîne a connu plusieurs slogans et accroches de campagnes promotionnelles en France et en Allemagne.
En France :
- 1992 : « Laissez-vous déranger par Arte »
- 1994 : « Arte, ma télé a du talent »
- 2000 : « Arte et fière de l'être »
- 2004 : « Arte, vivons curieux »
- 2012 : « Arte, la télé qui vous allume »
- 2016 : « Arte, ouverture permanente »

En Allemagne :
- 1993 : « Arte. Der europäische Kulturkanal » (« Arte. La chaîne culturelle européenne »)
- 1994 : « Arte. Das Programm von heute » (« Arte. Le programme d'aujourd'hui »)
- 1995 : « Arte. Europäisch fernsehen » (« Arte. Téléviser européen »)
- 1996 : « Arte. Sehen Sie selbst! » (« Arte. Voyez vous-même ! »)
- 1998 : « Arte. Was für ein Angebot! » (« Arte. Quel programme ! »)
- 2000 : « Arte erleben » (« expérimenter Arte »)
- 2008 : « Gebt mir einen Grund fernzusehen » (« Donnez-moi une raison de regarder la télévision / de voir plus loin » - jeu de mots sur 'fernzusehen')
- 2012 : « Arte bewegt » (« Arte remue »)

### Voix de chaîne
Voix françaises :
- 30 mai 1992 - 28 février 2011 : Sylvie Caspar[71],[72]
- Depuis le 28 février 2011 : Lila Tamazit[73] et Julien Sibre
- Avec également Stephan di Bernardo[73] et Jean-Louis Garçon depuis juin 2017

Voix allemandes :
- 1992 - 1993 : Doris Streibl
- Depuis 1994 : Barbara Stoll
- Depuis 2011 : Frank Stoeckle

## Programmes
Cette section ne s'appuie pas, ou pas assez, sur des sources secondaires ou tertiaires indépendantes du sujet. Le texte peut contenir des analyses inexactes ou inédites de sources primaires.
Pour l'améliorer, ajoutez-en, ou placez des modèles {{Source secondaire souhaitée}} ou {{Source secondaire nécessaire}} sur les passages mal sourcés. (janvier 2024)
Cinéma d'art et d'essai ou de patrimoine, films muets, thrillers, sagas historiques, séries audacieuses, documentaires culturels et de découverte, Arte, chaîne publique généraliste, culturelle et européenne, diffuse tous les genres de programmes. La Chaîne porte un regard européen sur l'actualité du monde, donne la priorité à l'investigation et pose des repères pour comprendre et aller plus loin. Sans oublier une large place au spectacle vivant : théâtre, danse et toutes les musiques des grands classiques à la scène émergente.
Au début, Arte diffuse les mêmes programmes simultanément en France et en Allemagne sur un même réseau et commence ses soirées à 20 h 40. Depuis janvier 2009 en soirée, les horaires des programmes français et allemands sont légèrement décalés pour mieux coller aux habitudes des téléspectateurs des deux pays : le prime-time démarre à 20 h 15 en Allemagne et à 20 h 50 en France. Plus tard, la chaîne conçoit également des grilles de journée légèrement différentes pour les deux côtés du Rhin. Les mêmes programmes sont diffusés le même jour en France et en Allemagne, mais ne sont pas forcément diffusés dans le même ordre et sont désormais fixés à des horaires adaptés pour les deux pays.
En 2014, la chaîne lance « Tandem », projet de création de fictions TV franco-allemande qui vise à combler le vide en la matière et à concurrencer à terme les productions nord-américaines. Le premier volet s'intéresse à l'énergie nucléaire dans un thriller allemand, Le jour de vérité (réalisé par Anna Justice) et une comédie française, Mon cher petit village (réalisé par Gabriel Le Bomin). En 2019, la série Eden, coproduite par les pôles français et allemand d'Arte et le groupe ARD, aborde le thème de l'accueil des réfugiés à travers trois pays d'Europe.

### Information
Arte s'est lancée dans l'information dès le 3 juillet 1992 avec 8 ½, un journal télévisé quotidien tout en images de 10 minutes diffusé à 20 h 30. Le 12 septembre 1998, le programme laisse sa place à Arte Info, un JT sur l'actualité européenne diffusé à 19 h 45 et présenté en alternance par des journalistes français et allemand. En janvier 2010, le programme fusionne avec Arte Culture pour former Arte Journal. Le 7 janvier 2012, le journal est allégé de la partie culture et se voit présenté en deux éditions, une pour chaque langue : un journal à 19 h 45 en France et un journal à 19 h 10 en Allemagne. L'édition de la mi-journée est diffusée à 12 h 50 depuis le 7 janvier 2008.
À partir du 1er janvier 1996, le 7 ½, une émission d'information proposant des reportages, est diffusé quotidiennement à 19 h 30. L'émission est remplacée par des reportages quotidiens de 26 minutes. Le 7 janvier 2004, le programme cède sa place à Arte Reportage, un magazine d'actualité internationale de 52 minutes diffusé tous les samedis à 18 h 35. Il est présenté alternativement par Andrea Fies et William Irigoyen.
Yourope est un magazine se consacrant aux sujets de société du point de vue des jeunes européens. Diffusé le samedi à 14 h, le programme est présenté par Andreas Korn depuis sa création le 10 janvier 2010. Après près de 310 émissions, l'émission tire sa révérence en décembre 2016.
28 minutes est un magazine d'actualité et de débats diffusé en semaine à 20 h 5 depuis le 9 janvier 2012. Il est présenté par Élisabeth Quin avec la coopération de journalistes et de chroniqueurs.
Depuis le 9 février 2014, la chaîne diffuse le dimanche matin Arte journal junior, un journal de 14 minutes pour les 8-12 ans. Le programme devient le 7 septembre 2015 un journal quotidien matinal de six minutes, tandis que le rendez-vous du dimanche, renommé Arte Junior, le mag, s'articule autour de dossiers et reportages.

### Thema
Les soirées Thema d'Arte sont des soirées thématiques qui articulent différents documents audiovisuels autour de thèmes très variés : d'une période de l'histoire à la découverte d'un pays, d'un sujet de société à des sujets plus légers.
- Soirée Thema du mardi ou De quoi j'me mêle : cette version courte des soirées Thema (documentaires suivis d'un débat) s'intéresse à des sujets politiques ou d'actualité avec un débat polémique. Elle a été créée par le journaliste Daniel Leconte et est présentée en alternance par Émilie Aubry et Thomas Kausch.
- Soirée Thema du dimanche : cette version longue est construite sur un film et plusieurs documentaires traitant de sujets de société variés. Cette case a disparu de la grille en 2013. Cependant, la chaîne continue de proposer occasionnellement une soirée thématique le dimanche soir.
- Thematinée, case diffusée entre 2007 et 2011 les matins en semaine et constituée de documentaires sur un même thème.

Depuis 2014, les soirées Thema sont programmées le mardi soir et traitent de sujets essentiellement économiques, géopolitiques et de société. Par ailleurs, des journées thématiques sont programmées très régulièrement.

## Présentateurs

### Actuels
- Kady Adoum-Douass (depuis 2015)
- Émilie Aubry (depuis 2009)
- Jakob Groth (depuis 2019)
- Stefanie Hintzmann (depuis 2013)
- Anja Waltereit (depuis 2005)
- Jürgen Biehle (depuis 1996)
- Caroline du Bled (depuis 2017)
- Jonas Bosslet (depuis 2015)
- Renaud Dély (depuis 2012)
- Dörthe Eickelberg (depuis 2009)
- Raphaël Enthoven (depuis 2007)
- Carine Feix (depuis 2015)
- Andrea Fies (depuis 1998)
- Meline Freda (depuis 2008)
- Nathalie Georges (depuis 2000)
- Annette Gerlach (depuis 1992)
- Pierre Girard (depuis 2009)
- Nazan Gökdemir (depuis 2012)
- Dorothée Haffner (depuis 2012)
- Nora Hamadi (depuis 2018)
- Carolyn Höfchen (depuis 2014)
- William Irigoyen (depuis 2001)
- Thomas Kausch (depuis 2007)
- Magali Kreuzer (depuis 2014)
- Marie Labory (depuis 2008)
- Émilie Langlade (depuis 2013)
- Linda Lorin (depuis 2017)
- Gunnar Mergner (depuis 2017)
- Adrian Pflug (depuis 2011)
- Élisabeth Quin (depuis 2012)
- Frank Rauschendorf (depuis 2015)
- Ronja von Rönne (depuis 2017)
- Saskia De Ville (depuis 2018)
- Damien Wanner (depuis 2017)

### Anciens
- Alexandre Adler (1994-2002)
- Laure Adler (2004-2006)
- Matthias Beermann (2001-2006)
- Anthony Bellanger (2007-2013)
- Désirée Bethge (1996)
- Dominique Bromberger (1996-1998)
- Élise Chassaing (2006-2008)
- Hervé Claude (1995-2006)
- Ray Cokes (2001-2003)
- Frank Dalmat (2005-2007)
- Thea Dorn (2008-2009)
- Bruno Duvic (2007-2009)
- Annie-Claude Elkaïm (2003-2011)
- Églantine Éméyé (2006-2009)
- Marc Ferro (1992-2001)
- Emmanuelle Gaume (2008-2011)
- Isabelle Giordano (2004-2011)
- Anja Höfer (2009-2013)
- Gustav Hofer (2004-2007)
- Romaine Jean (2001-2002)
- Leïla Kaddour-Boudadi (2012-2014)
- Manu Katché (2007-2011)
- Andreas Korn (2010-2016)
- Daniel Leconte (1992-2011)
- Gérard Lefort (2004-2005)
- John Paul Lepers (2014-2018)
- Nathalie Licard (2004)
- Lio (2003-2004)
- Énora Malagré (2005)
- Rebecca Manzoni (2007-2011)
- Carolin Matzko (2009-2017)
- Enie van de Meiklokjes (2001-2010)
- Anne-Sophie Mercier (2002-2006)
- Jeannine Michaelsen (2011-2013)
- Sandrine Mörch (2004-2007)
- Patrick Poivre d'Arvor (2009)
- Valeria Risi (2006-2009)
- Valentina Sauca (2005-2006)
- Henrik Schmidt (2006-2007)
- Stefanie Schüler (2003-2011)
- Loretta Stern (2003-2006)
- Simone von Stosch (2004-2007)
- Alice Tumler (2008-2015)
- Jean-Christophe Victor (1992-2016)
- Peter Wien (1992-1997)
- Judith Schulte-Loh (2007)
- Philippe Manœuvre (2009-2012)
- Raphaël Hitier (2014)
- Judith Holofernes (2011)
- Vincent Josse (2012-2013)
- Yared Dibaba
- Axel Brüggemann
- Steffen Seibert
- Beth Ditto (2019)
- Iggy Pop (2016)
- Jean-Michel Jarre (2018)
- Yann Arthus-Bertrand (2020)

## Développements Internet
Cette section ne s'appuie pas, ou pas assez, sur des sources secondaires ou tertiaires indépendantes du sujet. Le texte peut contenir des analyses inexactes ou inédites de sources primaires.
Pour l'améliorer, ajoutez-en, ou placez des modèles {{Source secondaire souhaitée}} ou {{Source secondaire nécessaire}} sur les passages mal sourcés. (janvier 2024)

### arte.tv

Logo utilisé dans les campagnes publicitaires depuis 2020.

La plateforme arte.tv est le service de vidéo à la demande d'ARTE. Il est accessible sur arte.tv et via l'application Arte pour mobile et téléviseur connecté. Sur la plateforme, les programmes peuvent être consultés en fonction des domaines et des points d'intérêt. La programmation disponible en ligne couvre l'ensemble du spectre de la chaîne : cinéma, documentaires de société, de culture, d'histoire, de nature et de science, séries, courts métrages et téléfilms, musique et spectacles, magazines, reportages et programmes d'actualité, ainsi que des formats web.
Le site web d'Arte a été mis en ligne en septembre 2007 sous le nom d'ARTE+7 en tant que service de rediffusion permettant d'accéder aux programmes d'Arte sept jours après leur diffusion télévisée. Depuis 2012, le site comprend également un livestream disponible en Allemagne et en France. Aujourd'hui, la plupart des programmes sont disponibles à partir de cinq heures du matin le jour de la diffusion télévisée et peuvent être visionnés en replay jusqu'à 90 jours - et au-delà. Certains programmes sont disponibles exclusivement en avance sur le service en ligne. Par ailleurs, la majorité des vidéos de la médiathèque sont des contenus web uniquement.

### Arte en six langues
Depuis novembre 2015, Arte propose en ligne certains contenus de programmes sélectionnés - principalement des documentaires, des magazines et de l'art scénique - avec des sous-titres anglais et espagnols. Cette offre est cofinancée par la Commission européenne, ce qui permet à 70 % des Européens de regarder Arte dans leur langue maternelle. Une sélection de programmes avec des sous-titres polonais est également disponible depuis novembre 2016. Les sous-titres italiens sont disponibles depuis juin 2018.

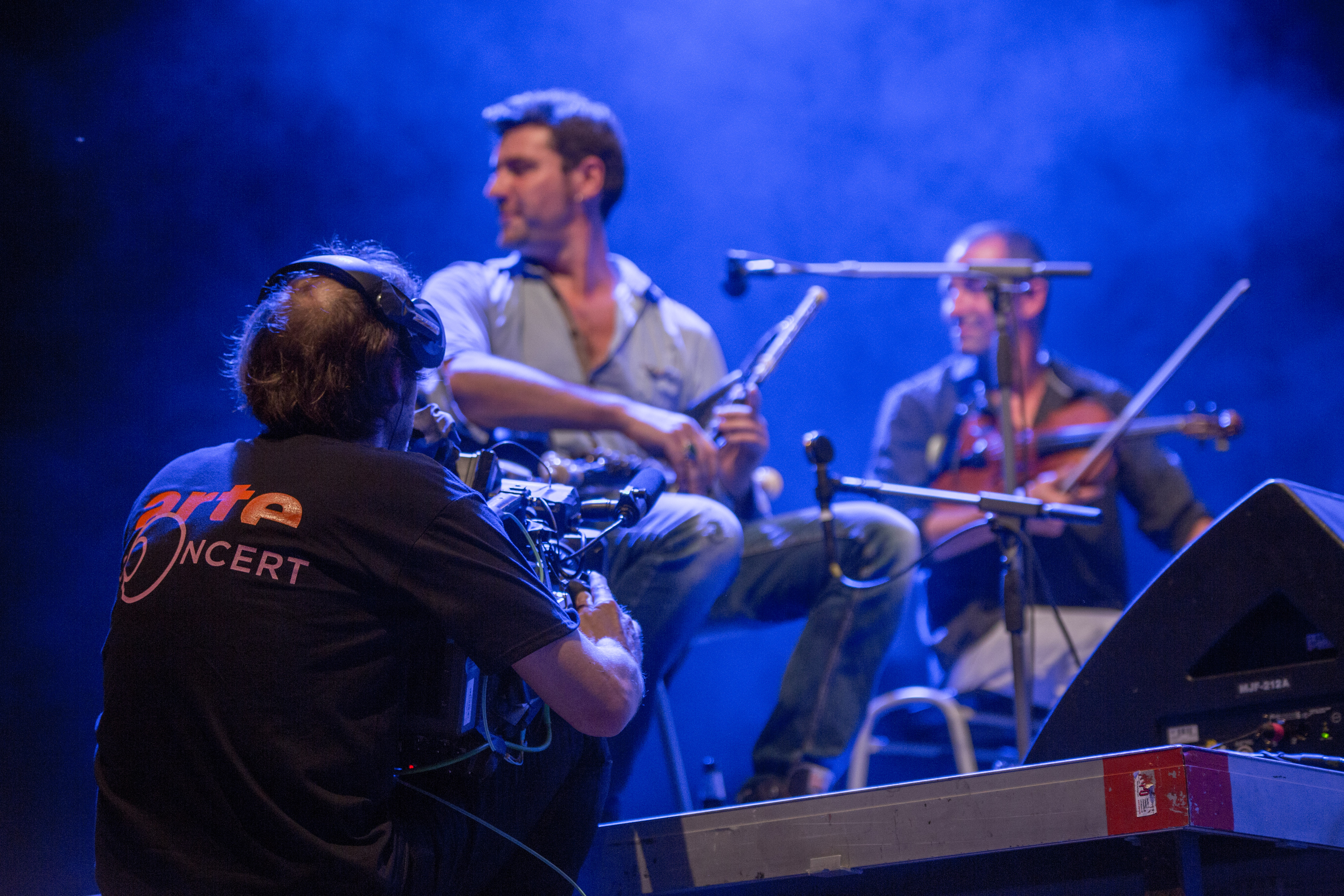
Enregistrement par Arte Concert d'un spectacle de The Celtic Social Club au festival de 2015.

### Arte Concert
Arte Concert, anciennement Arte Live web. Lancée en mai 2009, la plateforme est consacrée à la représentation d'une large variété de genres musicaux (pop, rock, musiques électroniques, hip-hop, metal, classique, opéra, jazz, musique du monde. Cette offre comprend également des programmes consacrés au spectacle vivant (performances, ballets, danse contemporaine). Légendes établies (Tina Turner, Prince, David Bowie), artistes au goût du jour (Christine and the Queens, Lomepal) et scène émergente font partie de la programmation.
Plus de 900 concerts et spectacles sont diffusés chaque année, pour certains en direct, en provenance des plus belles salles de spectacle et de grands festivals en France (Hellfest, Festival d'Avignon, Philharmonie de Paris) en Allemagne (Summer Breeze, Splash!, Melt!) et dans le reste de l'Europe. En 2019, le site totalise 22,1 millions de vidéos vues, dont 7,8 millions rien qu'entre juin et août. Entre janvier et février 2020, la chaîne YouTube cumule une moyenne de 460 000 vidéos vues par semaine et la page Facebook en comptabilise en moyenne 347 000. Jusqu'en février 2014, cette plateforme se nomme Arte Live Web. En 2019, Arte Concert a fêté ses dix ans.

### Anciennes plateformes thématiques
Depuis 2017, les plateformes thématiques autrefois indépendantes Arte Creative, Arte Future, Arte Info et Arte Cinema ont été fusionnées au sein de la plateforme arte.tv. Arte Concert continue d'exister en tant que marque propre, intégrée au site web d'Arte.
Avant qu'Arte ne regroupe l'offre de programmes sur son site principal, les différentes plateformes existent jusqu'alors séparément les unes des autres. Parmi elles, "Arte Future" d'avril 2013 à avril 2017, qui présente des sujets scientifiques, technologiques, économiques, sociaux et environnementaux.
En 2011, « Arte Creative » a été créé, un magazine, un laboratoire et un réseau pour la culture contemporaine. En 2015, la plateforme est devenue le laboratoire d'innovation. L'accent a été mis sur les séries web innovantes, tant documentaires que fictives, les projets de RV, les jeux vidéo et les formats de médias sociaux. L'objectif consiste à offrir un espace aux programmes n'ayant pas encore trouvé leur place dans le schéma de programmation traditionnel de la télévision publique. Depuis 2015, les principaux producteurs de web-séries sont principalement des sociétés de production françaises ; du côté allemand, il y a un engagement de programme obligatoire sur un créneau de diffusion fixe jusqu'en 2020. Cela a conduit à une prédominance des formats français. Depuis le nouveau départ en 2018, « Arte Creative » ne fait plus partie de la présence du réseau d'Arte remanié.
Les autres anciennes plateformes sont « Arte Info », réunissant tous les programmes d'information d'Arte depuis octobre 2013, « ARte Cinéma », consacré à la création cinématographique en Europe et le magazine « Culture Couch », un magazine culturel conçu pour les tablettes, depuis novembre 2014. Depuis 2017, tous les contenus d'Arte peuvent être trouvés sur arte.tv, organisé selon des catégories thématiques.

Logo d'Arte Info.
Logo d'Arte Concert.
Logo d'Arte Creative.
Logo d'Arte Future.
Logo d'Arte Cinema.

## Diffusion
Arte est diffusée en clair depuis 1992 en numérique en version multilingue (français, allemand, langue originale et audiodescription le cas échéant). Les adaptations linguistiques se font par sous-titrage, doublage, voice-over, commentaire en voix off ou interprétation. Les sous-titres interlinguistiques s'affichent toujours en couleur jaune conformément au choix artistique de la chaîne. Les programmes sont également sous-titrés à destination des sourds et malentendants, en français et en allemand.
La chaîne diffuse ses premiers programmes en 16/9 en mars 1996. Elle passe au tout 16/9 sur la TNT française le 6 septembre 2008. Elle commence une diffusion en haute définition en juillet 2008 sur le satellite en Allemagne et en octobre 2008 sur la TNT en France.
En France, Arte est diffusée :
- En analogique (jusqu'au 29 novembre 2011) : de 19 h à 3 h sur le canal 5, en partage avec France 5 ;
- sur la TNT, en HD sur le multiplex R4, y compris en outre-mer ;
- sur le satellite, en SD et HD sur Astra 1, Hot Bird et Eutelsat 5 West via les bouquets de TNT par satellite TNT Sat et Fransat ou les bouquets satellite Canalsat et Bis Télévisions ;
- sur le câble, en SD et HD via SFR ;
- sur la télévision IP, en SD et HD via les bouquets des différents opérateurs (Orange, SFR TV, Free, Bouygues Telecom) ;
- en OTT sur des sites tels que MyCanal, Molotov TV, France TV ;
- sur le site internet ou les applications de la chaîne, en télévision de rattrapage et en direct.

En Allemagne, Arte est diffusée :
- sur la DVB-T2 HD (télévision numérique terrestre), en haute définition (depuis le 29 mars 2017[réf. souhaitée]) ;
- sur le satellite, en SD et en HD sur Astra 1 ;
- sur le câble, en SD et en HD via tous les opérateurs, par ex. : Vodafone, Kabel Deutschland, Unitymedia ou Primacon ;
- sur la télévision IP, en SD et HD par exemple : TELEKOM Entertain ;
- sur le site internet ou les applications de la chaîne ou des deux actionnaires allemands (ARD et ZDF), en télévision de rattrapage et en direct.

Arte est retransmise dans toute l'Europe par satellite depuis 1995. Elle est également diffusée sur les réseaux câblés en Belgique et aux Pays-Bas, en Autriche, en Suisse, en Italie, au Portugal, en Espagne et en Finlande.
Arte est diffusée en Afrique par satellite via le bouquet payant Canal+ Overseas.

## Audience

### Audience en Allemagne
|      | Janvier | Février | Mars  | Avril | Mai   | Juin  | Juillet | Août  | Septembre | Octobre | Novembre | Décembre | Moyenne annuelle |
| ---- | ------- | ------- | ----- | ----- | ----- | ----- | ------- | ----- | --------- | ------- | -------- | -------- | ---------------- |
| 1992 |         |         |       |       |       |       |         |       |           |         |          |          |                  |
| 1993 |         |         |       |       |       |       |         |       |           |         |          |          |                  |
| 1994 |         |         |       |       |       |       |         |       |           |         |          |          |                  |
| 1995 |         |         |       |       |       |       |         |       |           |         |          |          |                  |
| 1996 | 0,3 %   | 0,3 %   | 0,4 % | 0,4 % | 0,3 % | 0,3 % | 0,3 %   | 0,3 % | 0,3 %     | 0,3 %   | 0,3 %    | 0,3 %    | 0,3 %            |
| 1997 | 0,2 %   | 0,3 %   | 0,2 % | 0,2 % | 0,2 % | 0,2 % | 0,3 %   | 0,3 % | 0,3 %     | 0,3 %   | 0,2 %    | 0,3 %    | 0,3 %            |
| 1998 | 0,3 %   | 0,3 %   | 0,3 % | 0,4 % | 0,4 % | 0,4 % | 0,3 %   | 0,3 % | 0,5 %     | 0,4 %   | 0,5 %    | 0,5 %    | 0,4 %            |
| 1999 | 0,2 %   | 0,3 %   | 0,3 % | 0,3 % | 0,3 % | 0,3 % | 0,3 %   | 0,3 % | 0,3 %     | 0,3 %   | 0,3 %    | 0,4 %    | 0,3 %            |
| 2000 | 0,3 %   | 0,3 %   | 0,3 % | 0,3 % | 0,4 % | 0,3 % | 0,3 %   | 0,3 % | 0,4 %     | 0,4 %   | 0,3 %    | 0,4 %    | 0,3 %            |
| 2001 | 0,3 %   | 0,4 %   | 0,3 % | 0,3 % | 0,3 % | 0,4 % | 0,4 %   | 0,4 % |           | 0,3 %   | 0,3 %    | 0,4 %    | 0,4 %            |
| 2002 | 0,4 %   | 0,3 %   | 0,4 % |       | 0,3 % |       | 0,4 %   | 0,5 % | 0,3 %     |         |          |          | 0,4 %            |
| 2003 | 0,3 %   | 0,3 %   | 0,3 % | 0,3 % | 0,4 % | 0,3 % | 0,3 %   | 0,3 % | 0,3 %     | 0,4 %   | 0,3 %    | 0,4 %    | 0,3 %            |
| 2004 | 0,4 %   | 0,3 %   | 0,4 % | 0,4 % | 0,4 % | 0,4 % | 0,4 %   | 0,4 % | 0,5 %     | 0,4 %   | 0,4 %    | 0,5 %    | 0,4 %            |
| 2005 | 0,5 %   | 0,5 %   | 0,4 % | 0,4 % | 0,5 % | 0,5 % | 0,4 %   | 0,5 % | 0,5 %     | 0,4 %   | 0,5 %    | 0,6 %    | 0,5 %            |
| 2006 | 0,6 %   | 0,5 %   | 0,6 % | 0,5 % | 0,5 % | 0,4 % | 0,5 %   | 0,5 % | 0,5 %     | 0,6 %   | 0,6 %    | 0,6 %    | 0,5 %            |
| 2007 | 0,6 %   | 0,6 %   | 0,7 % | 0,5 % | 0,6 % | 0,7 % | 0,8 %   | 0,8 % | 0,7 %     | 0,6 %   | 0,7 %    | 0,7 %    | 0,6 %            |
| 2008 | 0,7 %   | 0,7 %   | 0,7 % | 0,6 % | 0,6 % | 0,5 % | 0,7 %   | 0,7 % | 0,6 %     | 0,6 %   | 0,6 %    | 0,6 %    | 0,6 %            |
| 2009 | 0,7 %   | 0,8 %   | 0,8 % | 0,7 % | 0,7 % | 0,8 % | 0,7 %   | 0,6 % | 0,7 %     | 0,7 %   | 0,7 %    | 0,8 %    | 0,7 %,           |
| 2010 | 0,8 %   | 0,8 %   | 0,8 % | 0,7 % | 0,6 % | 0,6 % | 0,7 %   | 0,9 % | 0,7 %     | 0,7 %   | 0,9 %    | 0,8 %    | 0,7 %            |
| 2011 | 0,7 %   | 0,8 %   | 0,7 % | 0,7 % | 0,7 % | 0,8 % | 0,8 %   | 0,8 % | 0,7 %     | 0,7 %   | 0,7 %    | 0,8 %    | 0,7 %            |
| 2012 | 0,9 %   | 0,7 %   | 0,7 % | 0,8 % | 0,7 % | 0,8 % | 0,8 %   | 0,8 % | 0,8 %     | 0,7 %   | 0,7 %    | 0,8 %    | 0,8 %            |
| 2013 | 0,9 %   | 0,8 %   | 0,8 % | 0,8 % | 0,8 % | 1,0 % | 0,9 %   | 0,9 % | 0,9 %     | 0,9 %   | 0,9 %    | 1,0 %    | 0,9 %            |
| 2014 | 1,0 %   | 0,9 %   | 0,9 % | 1,0 % | 1,0 % | 0,9 % | 1,0 %   | 1,0 % | 1,1 %     | 0,9 %   | 0,9 %    | 1,1 %    | 1,0 %            |
| 2015 | 1,1 %   | 1,0 %   | 0,9 % | 1,0 % | 1,0 % | 1,0 % | 1,0 %   | 1,0 % | 1,0 %     | 0,9 %   | 0,8 %    | 1,0 %    | 1,0 %            |
| 2016 | 1,0 %   | 1,0 %   | 1,0 % | 1,0 % | 0,9 % | 0,9 % | 1,0 %   | 1,0 % | 1,1 %     | 0,9 %   | 1,0 %    | 1,1 %    | 1,0 %            |
| 2017 | 1,1 %   | 1,1 %   | 1,0 % | 1,0 % | 1,1 % | 1,1 % | 1,1 %   | 1,1 % | 1,1%      | 1,0 %   | 1,1%     | 1,3%     | 1,1 %            |
| 2018 | 1,3 %*  | 1,1 %   | 1,1 % | 1,2 % | 1,0 % | 1,0 % | 1,0 %   | 1,2 % | 1,1 %     | 1.1 %   | 1.1%     | 1.2%     | 1,1%             |
| 2019 | 1,1 %   | 1,0 %   | 1,1 % | 1,1 % | 1,0 % | 1,0 % | 1,1 %   | 1,1 % | 1,0 %     | 1,1 %   | 1,1 %    | 1,2 %    | 1,1 %            |
| 2020 | 1,2 %   | 1,3 %   | 1,2 % | 1,3 % | 1,2 % | 1,3 % | 1,4 %*  | 1,2 % | 1,1 %     | 1,1 %   | 1,1 %    | 1,2 %    | 1,2 %            |
| 2021 | 1,3 %   | 1,1 %   | 1,1 % | 1,3 % | 1,3 % | 1,2 % | 1,4 %   | 1,3 % | 1,3 %     | 1,2 %   | 1,2 %    | 1,3 %    | 1,3 %            |
| 2022 | 1,3 %   | 1,1 %   | 1,1 % | 1,1 % | 1,1 % | 1,1 % | 1,1 %   | 1,2 % | 1,3 %     | 1,2 %   | 1,2 %    | 1,3 %    | 1,2 %            |

Légende :
* Maximum historique
Fond vert : meilleur score mensuel de l'année.
Fond rouge : moins bon score mensuel de l'année.

### Audience en France
En 2014, Arte est en 10e position des chaînes françaises, avec une audience stable par rapport à l'année précédente.
|      | Janvier | Février | Mars   | Avril  | Mai    | Juin   | Juillet | Août   | Septembre | Octobre | Novembre | Décembre | Moyenne annuelle |
| ---- | ------- | ------- | ------ | ------ | ------ | ------ | ------- | ------ | --------- | ------- | -------- | -------- | ---------------- |
| 1992 |         |         |        |        |        |        |         |        |           |         |          |          |                  |
| 1993 |         |         |        |        |        |        |         |        |           |         |          |          | 0,9 %**          |
| 1994 |         |         |        |        |        |        |         |        |           |         |          |          | 1,0 %            |
| 1995 |         |         |        |        |        |        |         |        |           |         |          |          | 1,2 %            |
| 1996 |         |         |        |        |        | 1,5 %  | 1,3 %   | 1,3 %  | 1,5 %     | 1,5 %   |          |          | 1,4 %            |
| 1997 |         |         |        |        | 1,4 %  | 1,4 %  | 1,5 %   | 1,5 %  | 1,7 %     | 1,6 %   |          |          | 1,5 %            |
| 1998 |         |         |        |        |        |        |         |        |           |         |          |          | 1,6 %            |
| 1999 |         |         |        |        |        |        |         |        |           |         |          |          | 1,7 %            |
| 2000 |         |         |        |        |        |        |         |        |           |         |          |          | 1,6 %            |
| 2001 |         |         |        |        |        |        |         |        |           |         |          |          | 1,6 %            |
| 2002 |         |         |        |        |        |        |         |        |           |         |          |          | 1,6 %            |
| 2003 |         |         |        |        |        |        |         |        |           |         |          |          | 1,8 %            |
| 2004 |         |         |        |        |        |        |         |        | 3,5 %     | 3,8 %   | 3,6 %    | 3,8 %    | 2,0 %            |
| 2005 | 4,2 %   | 3,3 %   | 3,6 %  | 3,2 %  | 3,2 %  | 3 %    | 3,1 %   | 3,3 %  | 3,2 %     |         |          |          | 1,8 %            |
| 2006 |         |         |        |        |        |        |         |        |           |         |          |          | 1,6 %            |
| 2007 |         |         |        |        | 1,7%   |        | 2,0 %   | 2,1 %  | 1,8 %     | 1,6 %   | 1,8 %    | 1,7 %    | 1,6 %            |
| 2008 | 1,8 %   | 1,7 %   | 1,7 %  | 1,7 %  | 1,7 %  | 1,7 %  | 1,8 %   | 1,8 %  | 1,6 %     | 1,7 %   | 1,6 %    | 1,6 %    | 1,7 %            |
| 2009 | 1,6 %   | 1,6 %   | 1,8 %  | 1,6 %  | 1,7 %  | 1,6 %  | 1,6 %   | 1,9 %  | 1,6 %     | 1,6 %   | 1,6 %    | 1,8%     | 1,8 %            |
| 2010 | 1,7 %   | 1,5 %   | 1,6 %  | 1,7 %  | 1,6 %  | 1,4 %  | 1,3 %** | 1,7 %  | 1,4 %     | 1,6 %   | 1,8 %    | 1,6 %    | 1,6 %            |
| 2011 | 1,3 %** | 1,4 %   | 1,4 %  | 1,5 %  | 1,4 %  | 1,6 %  | 1,8 %   | 1,8 %  | 1,6 %     | 1,6 %   | 1,6 %    | 1,7 %    | 1,5 %            |
| 2012 | 1,9 %   | 1,6 %   | 1,6 %  | 1,7 %  | 1,7 %  | 1,7 %  | 1,9 %   | 1,8 %  | 1,8 %     | 2,0 %   | 2,0 %    | 2,2 %    | 1,8 %            |
| 2013 | 2,0 %   | 1,9 %   | 1,9 %  | 1,8 %  | 1,9 %  | 1,9 %  | 2,0 %   | 2,1 %  | 1,9 %     | 1,9 %   | 2,3 %    | 2,2 %    | 2,0 %            |
| 2014 | 2,1 %   | 1,9 %   | 1,9 %  | 2,0 %  | 2,0 %  | 2,0 %  | 2,0 %   | 2,2 %  | 2,0 %     | 1,9 %   | 2,1 %    | 2,2 %    | 2,0 %            |
| 2015 | 2,2 %   | 2,2 %   | 2,2 %  | 2,1 %  | 2,1 %  | 2,0 %  | 2,2 %   | 2,4 %  | 2,2 %     | 2,3 %   | 2,0 %    | 2,5 %    | 2,2 %            |
| 2016 | 2,6 %   | 2,3 %   | 2,3 %  | 2,1 %  | 2,2 %  | 2,1 %  | 2,2 %   | 2,3 %  | 2,4 %     | 2,5 %   | 2,3 %    | 2,5 %    | 2,3 %            |
| 2017 | 2,3 %   | 2,1 %   | 2,2 %  | 2,1 %  | 2,0 %  | 2,2 %  | 2,1 %   | 2,3 %  | 2,2 %     | 2,2 %   | 2,4 %    | 2,8 %    | 2,2 %            |
| 2018 | 2,5 %   | 2,3 %   | 2,4 %  | 2,5 %  | 2,3 %  | 2,2 %, | 2,2 %,  | 2,6 %  | 2,3 %,    | 2,3 %,  | 2,4 %    | 2,6 %    | 2,4 %            |
| 2019 | 2,6 %   | 2,5 %   | 2,4 %  | 2,5 %  | 2,4 %  | 2,6 %, | 2,6 %,  | 2,7 %  | 2,4 %     | 2,8 %   | 2,7 %    | 2,8 %    | 2,6 %            |
| 2020 | 2,8 %   | 2,7 %   | 2,5 %  | 2,8 %, | 2,8 %, | 3,0 %, | 3,0 %,  | 2,9 %  | 2,6 %     | 3,0 %   | 2,9 %    | 3,1 %    | 2,9 %            |
| 2021 | 3,2 %   | 3,1 %   | 2,9 %  | 2,8 %, | 2,8 %, | 2,8 %, | 2,8 %,  | 3,0 %, | 3,0 %,    | 2,8 %   | 2,9 %    | 3,1 %    | 2,9 %            |
| 2022 | 3,2 %   | 2,8 %   | 2,7 %  | 2,9 %, | 2,9 %, | 2,8 %, | 2,8 %,  | 3,1 %  | 2,9 %,    | 2,9 %,  | 3,1 %    | 3,3 %*   | 2,9 %            |
| 2023 | 3,3 %*  | 2,9 %,  | 2,9 %, | 3,0 %  | 2,6 %  | 2,8 %, | 2,8 %,  | 3,1 %  | 2,9 %     | 2,8 %   | 2,9 %    | 2,9 %    | 2,9 %            |
| 2024 | 3,2 %   | 3,1 %   | 2,8 %  | 3,0 %  | 2,9 %, | 2,9 %, | 3,0 %   | 2,9 %  | 2,8 %,    | 2,8 %,  | 3,0 %,   | 3,0 %,   | 3,0 %*           |
| 2025 | 3,1 %,  | 3,1 %,  | 3,2 %  | 3,1 %  |        |        |         |        |           |         |          |          |                  |

Légende :

## Polémiques et controverses

### Accusations de censure
Malgré sa réputation de chaîne « indépendante », Arte a été accusée à plusieurs reprises de « censure ».
Dans l'émission de débat 28 minutes en date du 16 mai 2012, consacrée à la crise de la dette publique grecque, certains propos d'un des invités, Vicky Skoumbi, rédactrice en chef de la revue Alíthia (Αλήθεια), ont été coupés avant la diffusion. Selon la journaliste, qui, par la suite, s'est exprimée, outrée, dans une lettre ouverte, il s'agirait d'une pure censure destinée à manipuler l'information, couplée à une réduction volontaire de son temps de parole. Le 23 mai 2012, Franck Firmin Guion, producteur du programme, répond sur le site Internet d'Arte que la chaîne « ne pratique jamais aucune censure » et justifie les coupures par un souci de clarté et par un enregistrement dont le temps excède de huit minutes la durée de diffusion.
En septembre 2008, la chaîne déprogramme le documentaire Le Système Octogon de Jean-Michel Meurice, qui aborde le sujet délicat des liens entre l'argent nazi et le financement de la CDU dans les années 1950. Diffusé sur la RTBF en Belgique, le film reste bloqué pendant trois ans sur la chaîne franco-allemande, qui se justifie alors par la controverse que ce sujet suscite parmi les historiens. Le documentaire est finalement diffusé le 1er juin 2011 sur Arte, amputé de dix minutes.
En 2017, la chaîne a déprogrammé un documentaire Les Nouveaux Visages de l'antisémitisme de Joachim Schroeder, consacré à l'antisémitisme en Europe, qu'elle a produit et financé. Plusieurs historiens allemands ont dénoncé « la censure » exercée par la chaîne franco-allemande. Dans le magazine Causeur, le journaliste Luc Rosenzweig accuse Arte d'avoir déprogrammé le documentaire parce qu'« on y met trop en lumière la haine antijuive qui progresse dans la sphère arabo-musulmane et dans une certaine gauche obsédée par l'antisionisme ». À la suite de cette vague de protestations, le documentaire est diffusé le 21 juin et suivi d'un débat.
Les chaînes officielles d'Arte, notamment sur YouTube, ont déprogrammé le documentaire Mafia et Banque, réalisé par Christophe Bouquet en 2023,,. ' Mafias et banques ' a été sélectionné pour projection dans le cadre du 7ᵉ Festival officiel Films for Transparency (F4T), organisé pendant la 21ᵉ Conférence internationale anticorruption (IACC) à Vilnius, en Lituanie (18–21 juin 2024).

### Accusations de russophobie
Le journaliste Serge Halimi affirme en 2018, dans le contexte de la guerre en Ukraine ou de l'élection de Donald Trump aux États-Unis, dans les colonnes du Monde diplomatique, que la Russie constitue pour Arte et d'autres médias occidentaux une « cible régulière, voire obsessionnelle ».

### Plainte de Manuel Valls
Le 16 septembre 2021, l'ancien Premier ministre Manuel Valls annonce porter plainte contre Arte à la suite d'un reportage sur les attentats du 13 novembre qui l'accuse d'avoir privilégié ses intérêts électoraux au détriment de l'efficacité des forces de l'ordre.

### Accusation de parti pris
Le 12 mai 1999, le journaliste Emmanuel Poncet déplore le parti pris de la chaîne dans le quotidien de gauche Libération, dénonçant un « embouteillage inédit de « films militants » ». Selon lui, la chaîne diffuse un point de vue très antilibéral.

### Documentaires controversés diffusés sur la chaîne
- Homo sapiens. Une nouvelle histoire de l'Homme, qui a été accusé — à tort — de mettre en avant l'Intelligent design diffusé en 2005.
- An zéro : Comment le Luxembourg a disparu, désavoué par sa co-réalisatrice comme étant non scientifique, diffusé en 2021.
- Des vaccins et des hommes, documentaire anti vaccin diffusé en 2022[193].

#### Inathèque
- Notices Archives TV
- Notices Archives Web
- Notices Archives Sources écrites